# Paidia bodenheimeri
Paidia bodenheimeri là một loài bướm đêm thuộc phân họ Arctiinae, họ Erebidae.